# Cathédrale de Nepi
La cathédrale de Nepi est une église catholique romaine de Nepi, en Italie. Il s'agit d'une cocathédrale du diocèse de Civita Castellana.